# Гейко, Анна Абрамовна
Анна Абрамовна Гейко — советский хозяйственный, государственный и политический деятель.

## Биография
Родилась в 1918 году. Член ВКП(б).
С 1933 года — на хозяйственной, общественной и политической работе. В 1933—1973 гг. — колхозница, секретарь правления, на должности заведующего молочно-товарной фермой, общим собранием колхозников избрана заместителем председателя правления колхоза, председатель колхоза «Весёлый труд» села Новокузьминка (ныне — Жана Жулдыз) Железинского района Павлодарской области.
Избирался депутатом Верховного Совета СССР 2-го и 3-го созывов.
Умерла в августе 1984 года.